# Shizoku
Shizoku (士族), literalment "famílies guerreres", va ser una classe social sorgida el 25 de juliol de 1869 durant la Restauració Meiji, i formada per antics samurais, a diferència del Kazoku (format pels antics kuge i dàimios), i els heimin (plebeus, o sigui camperols, obrers i comerciants). Els pertanyents a la classe Shizoku, com a deferència pel seu antic estatus de samurais, van mantenir els seus salaris, però el dret a portar katana en públic va ser abolit, juntament amb el dret a executar els plebeus que els faltessin al respecte.
Després de la derrota de l'Imperi del Japó a la Segona Guerra Mundial, el terme Shizoku va ser eliminat per la nova constitució japonesa l'1 de gener de 1947.